# Viktor Krovopuskov
Viktor Alexejevič Krovopuskov (* 29. září 1948 Moskva, Sovětský svaz) je bývalý sovětský sportovní šermíř, který se specializoval na šerm šavlí.
Sovětský svaz reprezentoval v sedmdesátých a osmdesátých letech. Zastupoval moskevskou šermířskou školu, která spadala pod Ruskou SFSR. Na olympijských hrách startoval v roce 1976 a 1980 v soutěži jednotlivců a družstev a získal čtyři zlaté olympijské medaile. V roce 1984 přišel o účast na olympijských hrách kvůli bojkotu. V roce 1978 a 1982 získal titul mistra světa v soutěži jednotlivců. Se sovětským družstvem šavlistů vybojoval pět titulů mistra světa v roce 1974, 1975, 1979, 1983 a 1985.